# Дворцово-парковый ансамбль Бохвицев (Павлиново)
Дворцово-парковый ансамбль Бохвицев (бел. Палацава-паркавы ансамбль Бохвіцаў) — комплекс в деревне Павлиново Барановичского района Брестской области Белоруссии. 3 сентября 2008 года Постановлением Совета Министров Республики Беларусь объекту присвоен статус историко-культурной ценности республиканского значения.

## История
В 1906 году Ян Бохвиц заложил усадебный дом, строительство которого завершилось в 1909 году, а также винокурню и некоторые хозяйственные постройки. Новую усадьбу он назвал в память о матери Павлиново. После 1915 года владения отошли сыну Тадеушу Оттону, а в 1930 году — внуку Яну Оттону. Последним владельцем был Флориан Бохвиц, женатый на Хелене из Керсновских (1875—1939).
После окончания Великой Отечественной войны и до 1990-х годов дом использовался в качестве военного госпиталя.

## Описание

### Усадьба
Усадьба расположена на террасе реки Кочерышки, притоке Лохозвы. Дом построен с использованием элементов неоготики. Здание окрашено в желтовато-розовый цвет, наличники и декоративные элементы белые. Центральный объём и северное крыло двухэтажные. На ступенчатом щите с башенками, большим готическим окном имеется дата закладки дома — 1906 год.
Одноэтажное южное крыло имеет мансарду под двухскатной крышей. Левое крыло служило каплицей. На коньке крыши имелась башенка с шатровым завершением, увенчанным крестом. В 1990 году здание было перекрыто оцинкованной жестью. Каплица утрачена.

### Парк
Имеет площадь порядка 7 гектаров. К дому через сад ведёт въездная аллея. Въездная брама не сохранилась. Аллея неширокая (7 метров), но редкостойная (в ряду деревья через 11 метров). Проходит к партеру, пересекает усадьбу и заканчивается в глубине парка около водоёма. Кроме дома в парке расположены конюшня и ледник.
В основу пейзажного парка положена водная система. На оси усадебного дома расположен водоём. Его питает маленький водоток, вытекающий из лесного массива. Уровень воды в водоёме держат дамбы, но часть её переливается и по каналу поступает в реку. Она течёт по западной окраине парка. В основе парковой композиции — большая открытая поляна. Со стороны сада протянулся ельник, фрагмент бывшего лесного массива. Ели разного фенотипа имеют высоту около 28 метров. Среди них одиночные клёны, липы и несколько сосен.
В парке зафиксировано 98 видов растений. Отличается богатым видовым разнообразием животных и занимает второе место по числу видов среди парков Барановичского района, уступая только Тугановичскому. В парке зафиксировано 279 видов животных.

## Галерея

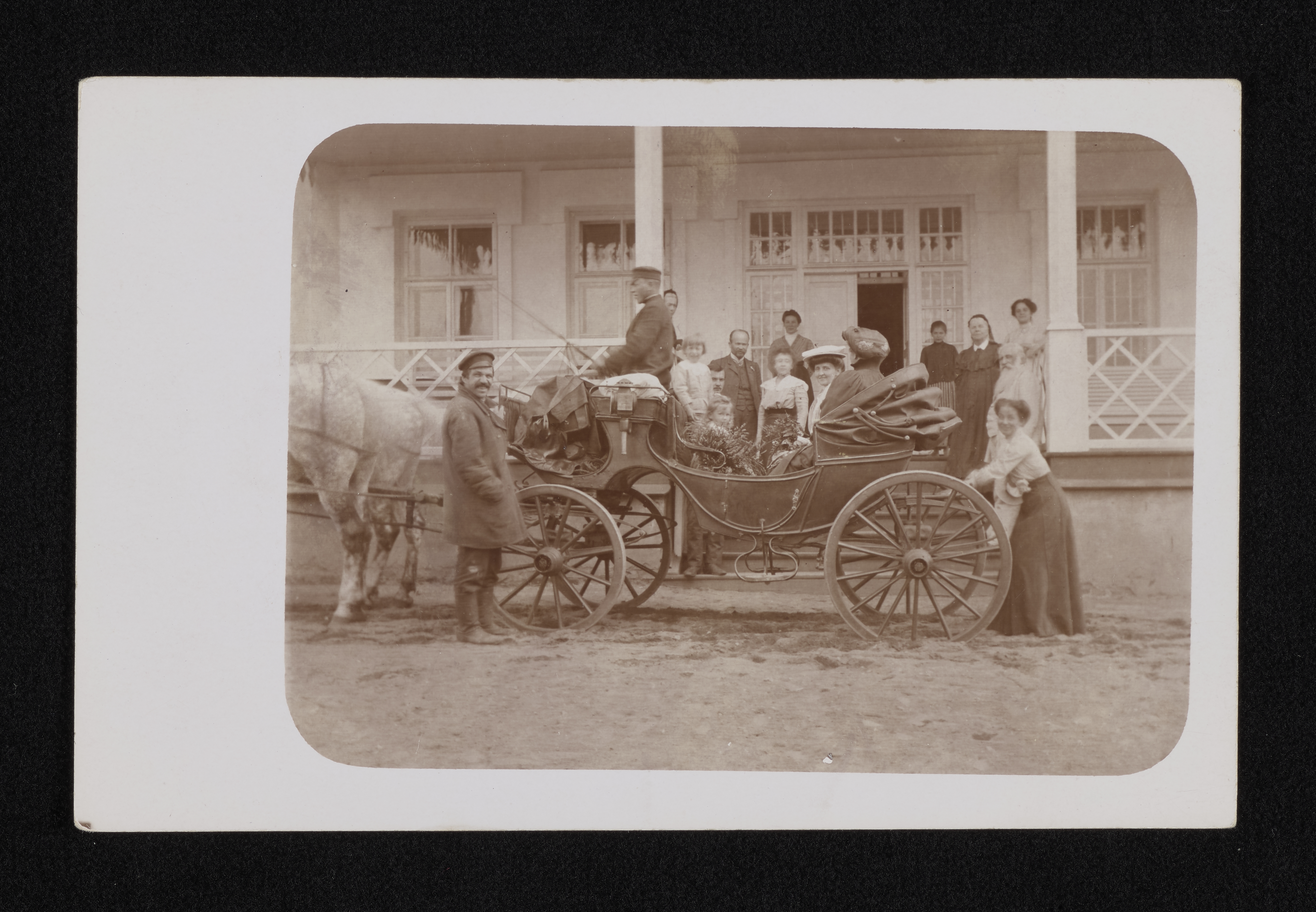
1909
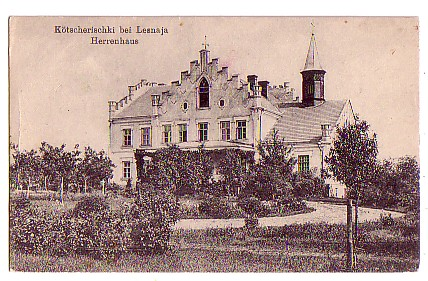
1916
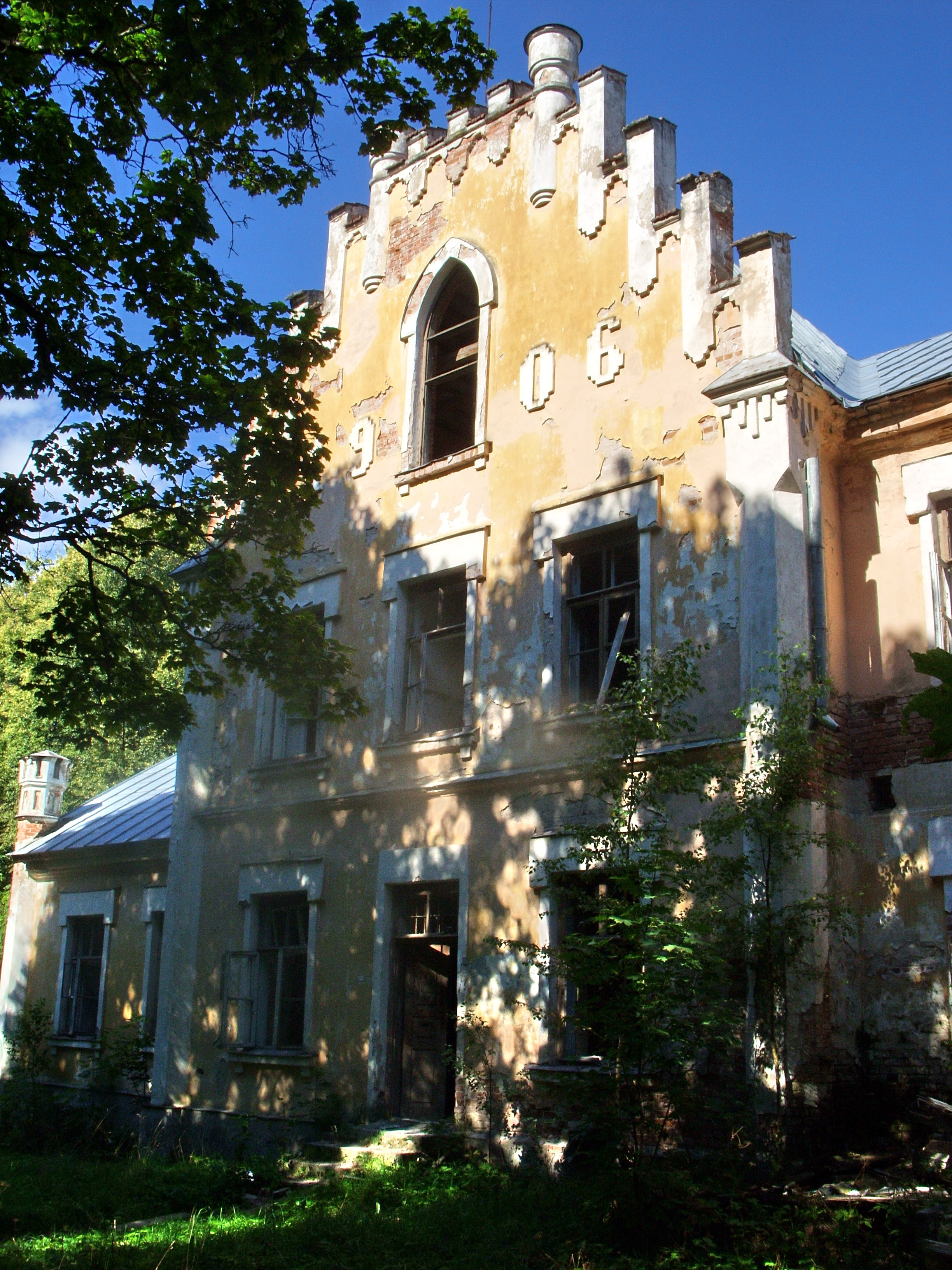
2008
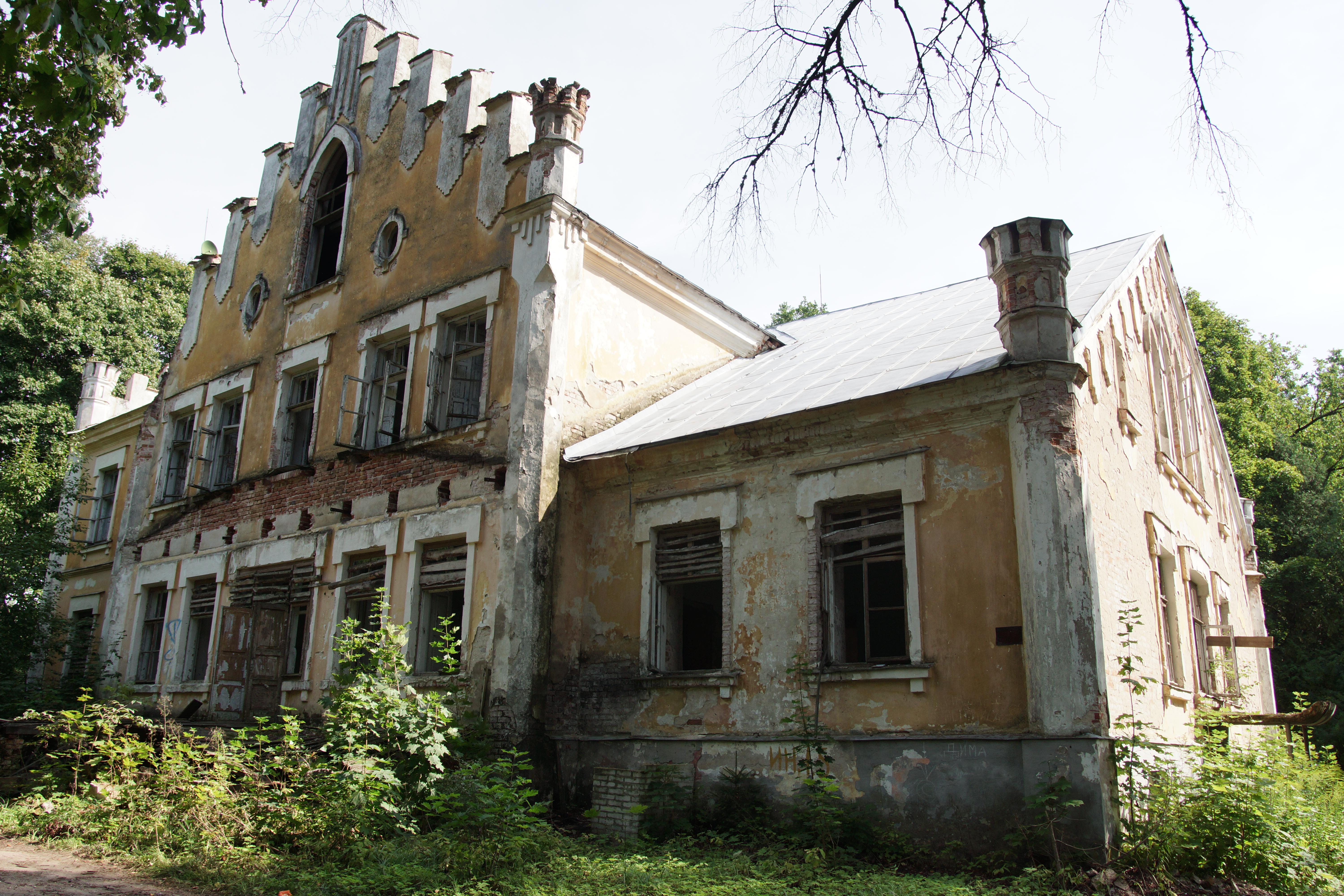
2012
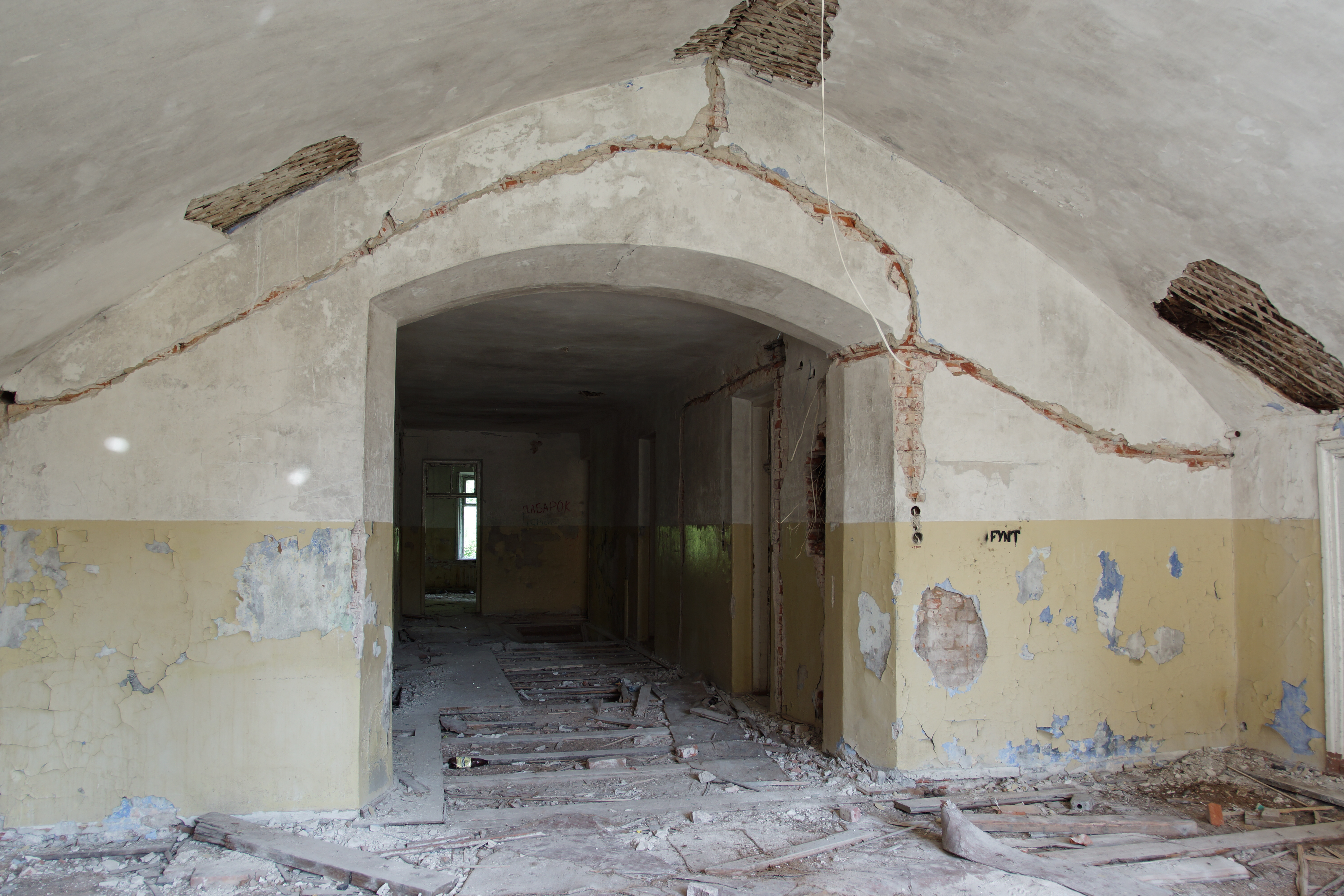
2012
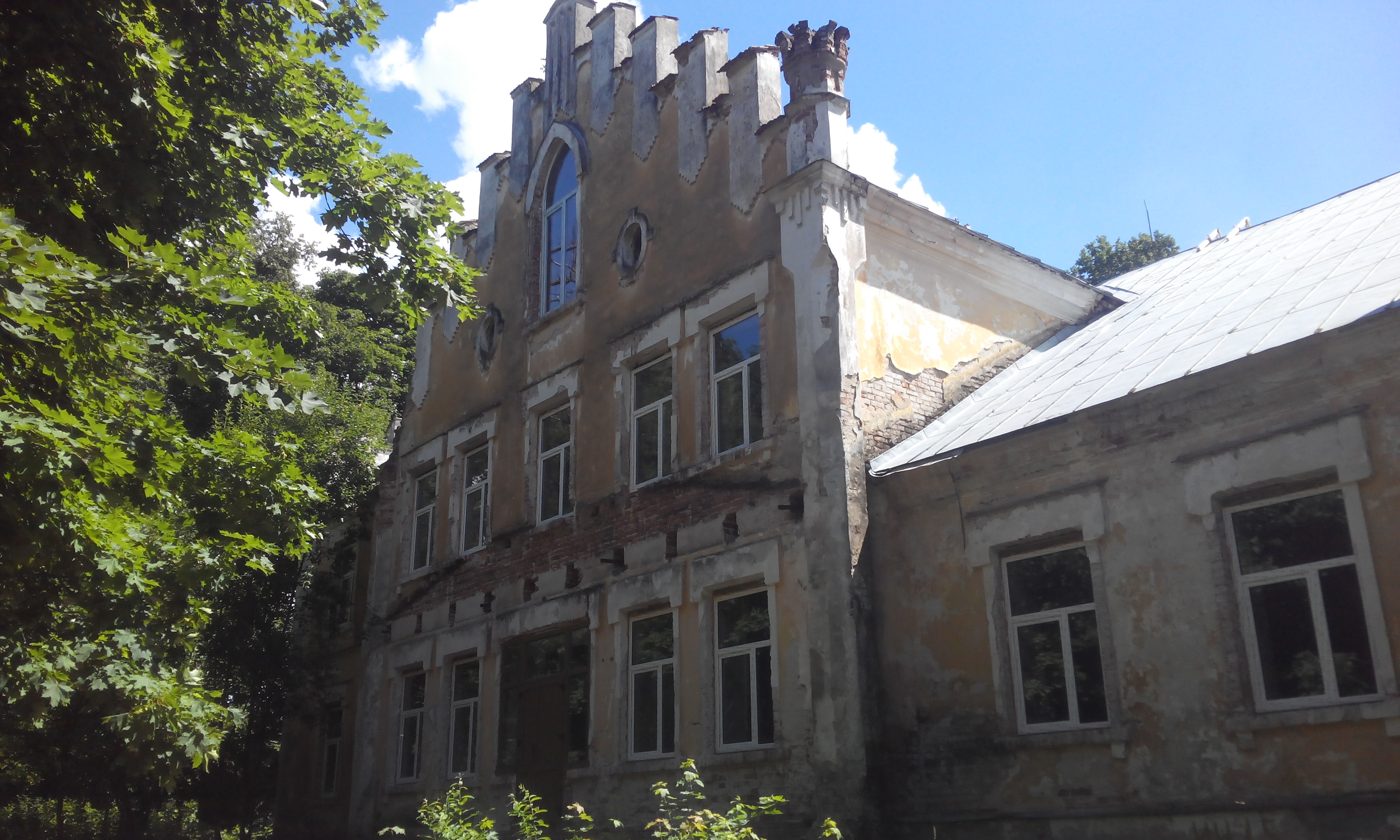
2018